# 우크라이나계 뉴질랜드인
우크라이나계 뉴질랜드인(우크라이나어: Українці Нової Зеландії)은 뉴질랜드인 중 소수 민족으로, 주로 우크라이나인 이민자와 우크라이나 혈통의 뉴질랜드 태생 시민으로 구성된다. 현재 우크라이나인의 주요 집중 지역은 크라이스트처치와 오클랜드이다.

## 역사
정치학자 나탈리아 차반 교수와 블라그 베르니고라에 따르면, 1991년 이전 뉴질랜드와 우크라이나의 관계는 "주로 일화적이었고, 만약 원본이 있었다면 대부분 불완전했다." 뉴질랜드의 "매우 선별적이고 배타적인" 과거 이민 정책이 영국 혈통의 이민자를 선호했기 때문에 19세기와 20세기 동안 뉴질랜드로 이주한 우크라이나인은 거의 없었다. 1910년 크라이스트처치를 방문했던 폴타바 태생의 안톤 오멜첸코는 로버트 팰컨 스콧 선장의 테라노바 원정에 남극으로 말들을 공급하는 일을 담당했다. 우크라이나의 많은 부분이 역사적으로 러시아 제국과 소련의 일부였기 때문에, 뉴질랜드 대중의 많은 부분이 우크라이나를 러시아와 소련의 일부로 인식했다.
뉴질랜드의 우크라이나 공동체 형성은 제2차 세계 대전 이후 약 170명의 우크라이나 난민이 뉴질랜드에 도착한 1949년으로 거슬러 올라간다. 차반과 베르니고라에 따르면, 이 우크라이나 이민자들은 1949년에서 1951년 사이에 뉴질랜드에 정착한 930명의 전 소련 시민 물결의 일부였다. 이 우크라이나인들 중 다수는 북섬의 파히아투아에 정착하여 자신들의 우크라이나 민족 정체성을 보존하기 위해 "이웃 공동체"를 형성했다. 1950년대에서 1970년대 사이에 이 우크라이나인들은 합창단, 어린이 음악 그룹, 그리고 주일 학교를 갖춘 교회를 가지고 있었다. 뉴질랜드에 거주하는 소련 태생 주민의 수는 1951년 506명에서 1976년 982명으로 약간 증가했다.
2001년까지 뉴질랜드에는 840명의 우크라이나 태생 주민이 거주했다. 2006년 뉴질랜드 인구 조사에 따르면, 국가의 1,152명의 거주자가 우크라이나를 자신의 출생지로 선언했고, 추가로 672명의 거주자가 자신을 우크라이나 민족으로 간주했다. 2013년까지 뉴질랜드에는 1,350명의 우크라이나 태생 사람들이 살고 있었다.
2004년 오렌지 혁명은 뉴질랜드에서 우크라이나에 대한 대중의 인식을 높였다. 뉴질랜드 정부는 오렌지 혁명에 대해 적극적인 입장을 취하지 않았지만, 우크라이나계 뉴질랜드인과 우크라이나에 동정적인 뉴질랜드인들은 빅토르 유셴코와 율리야 티모셴코가 이끄는 민주화 운동에 지지를 표명했다. 우크라이나계 뉴질랜드인 나탈리야 포시바일로-타워와 알렉스 멜니추크는 오클랜드와 크라이스트처치에서 46명이 참석한 두 차례의 연대 시위를 조직했다.

## 공동체 단체
주목할 만한 지역 우크라이나 공동체 단체로는 오클랜드에 기반을 둔 뉴질랜드 우크라이나 협회와 웰링턴의 우크라이나 그로마다 등이 있다.

### 뉴질랜드 우크라이나 협회
2007년 6월 15일, 뉴질랜드 우크라이나 협회 (북부)가 공식적으로 등록되었다. AFUO 의장이자 세계 우크라이나인 회의 사무총장인 스테판 로마니우 씨는 이 행사에 대해 UANZ를 축하했다. 이로써 뉴질랜드의 우크라이나인들은 전 세계 우크라이나 공동체의 일부로 간주되었다. UANZ의 현재 의장은 나탈리야 포시바일로-타울러 씨이다.
뉴질랜드의 다른 지역(중북섬 및 남섬)에 있는 조직과의 유사한 이니셔티브의 성공적인 형성 외에도, UANZ의 초기 단계는 뉴질랜드인들에게 거의 알려지지 않았던 1932–1933년 우크라이나 홀로도모르 75주년 기념에 초점을 맞추었다. 따라서 UANZ의 주요 임무는 단순히 뉴질랜드인들에게 홀로도모르에 대한 관련 정보를 제공하는 것이 아니라, 강인한 우크라이나인들이 역사적인 어려움과 많은 희생에도 불구하고 살아남아 이제는 자신들의 국가를 적절하게 건설하고 있음을 보여주고 증명하는 것이었다.
뉴질랜드 의회 하원의장인 록우드 스미스 박사가 우크라이나 이민자들의 뉴질랜드 도착 50주년을 기념하여 뉴질랜드의 우크라이나 공동체에 보낸 축하 메시지는 우크라이나와 뉴질랜드 관계에 중요한 정치적, 인도주의적 관점을 제시했다. 그의 메시지에서 L. 스미스 박사는 뉴질랜드 우크라이나 공동체의 현재 발전 수준을 언급하고, 우크라이나의 기근 비극을 포함하여 우크라이나인들의 발전에 있어서 역사적 사건을 이해하는 것의 중요성을 강조했다. 뉴질랜드 고위 관리들의 이 특정 메시지는 UANZ와 우크라이나와의 관계 발전에 대한 뉴질랜드 측의 중요한 관심을 확인해 주었다.

## 같이 보기
- 유럽계 뉴질랜드인
- 오세아니아의 유럽인
- 뉴질랜드의 이민
- 파케하
- 뉴질랜드-우크라이나 관계

## 더 읽어보기
Chaban, Natalia; Vernygora, Vlad (2006). 《Ukraine–New Zealand relations: promise of a date?》 (PDF). 《Australian Slavonic and East European Studies》 20. 67–99쪽. 2021년 11월 5일에 원본 문서 (PDF)에서 보존된 문서. 2022년 11월 8일에 확인함.